# Periptygma
Periptygma es un género de foraminífero bentónico de la Subfamilia Allogromiinae, de la Familia Allogromiidae, del Suborden Allogromiina y del Orden Allogromiida. Su especie-tipo es Periptygma lunothalamia. Su rango cronoestratigráfico abarca el Holoceno.

## Clasificación
Periptygma incluye a la siguiente especie:
- Periptygma lunothalamia